# Llywarch Hen
Llywarch Hen ['ɬɘwarx heːn] (walisisch „Llywarch der Alte“) ist der Name einer Sagenfigur aus dem Hen Ogledd („Alter Norden“) in der britannischen Mythologie. Er wird allerdings auch als realer König von Süd-Rheged (etwa von 570 bis 613) genannt.

## Mythologie
Llywarch Hen wird als Vetter des Königs Urien von Rheged erwähnt, der zum Ende des 6. Jahrhunderts in Nord-Britannien gelebt haben soll. Spätere Überlieferungen verbinden sein Leben allerdings mit Nord-Wales. In einem Gedichtzyklus des Llyfr Coch Hergest („Rotes Buch von Hergest“) aus dem 9./10. Jahrhundert wird sein Schicksal und das seiner Söhne beschrieben. Nach dem Tod Uriens flieht er mit dessen Haupt und wird von den Feinden verfolgt. Er muss schließlich nach Powys (nach einer anderen Version nach Gwynedd) ins Exil gehen, wo er seine letzten Lebensjahre als Hofbarde verbringt.
Das Gedicht Cân y Henwr („Lied des Greises“) erzählt, wie der altgewordene Llywarch Hen den Tod seiner 24 Söhne beklagt, die alle von ihm dazu aufgefordert in die Schlacht zogen und dort bei der Verteidigung ihres Vaters fielen. Das dunkle, schwer verständliche Gedicht dürfte der in Verse gefasste Höhepunkt einer Prosa-Erzählung gewesen sein, deren Kenntnis man offenbar bei den damaligen Zuhörern voraussetzen konnte.
Von einigen Literaturhistorikern wird Lywarch Hen den cynfeirdd, den „alten/frühen Barden“, zugerechnet.